# Nori

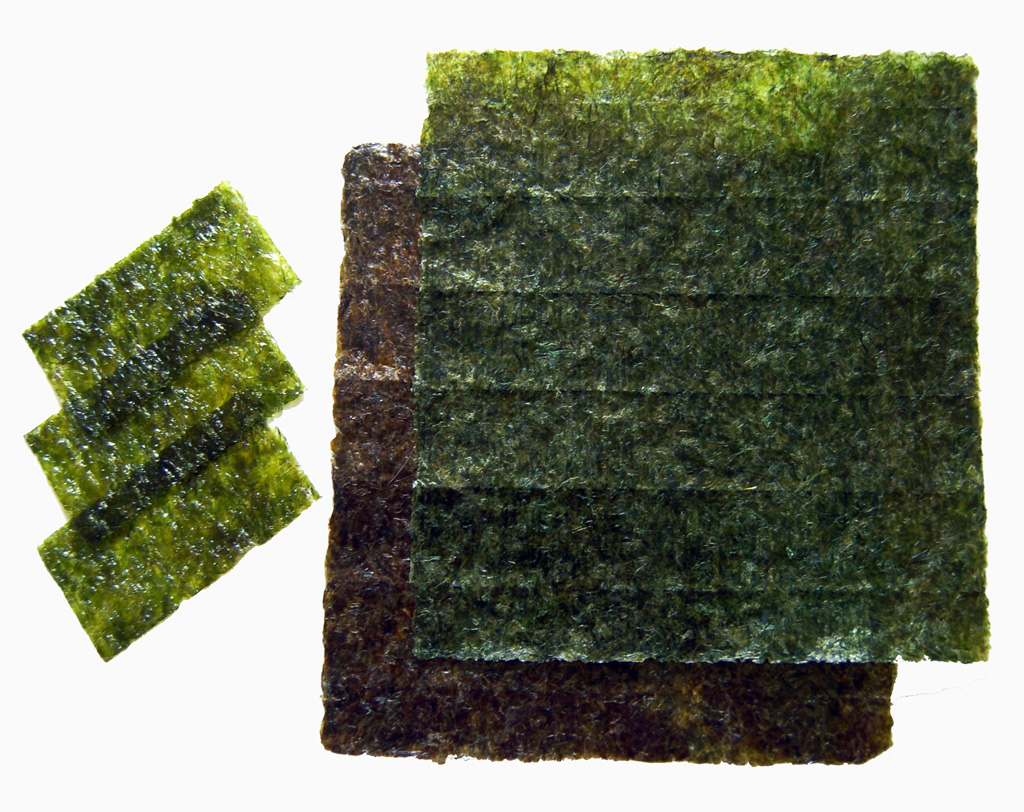
Sfoglie di nori

Con il nome di nori s'intendono comunemente varie specie di alghe del genere Porphyra/Pyropia.
Ci sono 8 principali specie utilizzate:
Porphyra tenera - Porphyra umbilicalis - Porphyra yezoensis - Porphyra haitanensis - Porphyra pseudolinearis - Prophyra kunideai - Porphyra arasaki - Porphyra seriata.

## Nomi
Nori (海苔) è il nome giapponese; in cinese è hǎitāi (hànzì: 海苔), in coreano 김, gim.
Nelle Isole britanniche è conosciuta come laver in Galles (nome che si applica però anche alla clorofita Ulva lactuca), slokett in Irlanda, slaket (riferito per lo più a Porphyra umbilicalis) in Scozia e black buttert nel Devon (Inghilterra).

## Caratteristiche
L'alga nori per sushi è certamente l'alga più popolare del pianeta e anche la più consumata in alimentazione. Il Giappone ne produce da solo circa 11 miliardi di pezzi annui.
Viene preparata con alghe rosse del genere Porphyra: dopo la raccolta le alghe vengono lavate e poi tritate finemente e ridotte in una poltiglia densa come una zuppa, che viene versata in piccole quantità in riquadri appoggiati su stuoie di bambù. Il liquido in eccesso cola via e le stuoie ricoperte di alghe vengono fatte seccare, alla maniera tradizionale al sole, oppure in grossi forni. Le alghe del genere Porphyra che vengono usate per la preparazione della nori sono alghe dall'elevato contenuto proteico e dall'equilibrata presenza di vitamine, sali minerali ed Omega 3.
Il consumo di Porphyra risale al 533-544 d.C. in Cina. Ogni anno all'Imperatore della Cina, durante la dinastia Sung (960-1279) veniva donata della Porphyra dalla provincia di Fujian.
L'alga nori per sushi viene venduta secca, in confezioni da 10 foglietti ripiegati di forma quadrata, di 18 centimetri per lato. Una nori di buona qualità sarà poco friabile e lucente e vista in controluce apparirà di una verde trasparenza e di grana uniforme. Si possono trovare fogli di nori già tostati conosciuti come "Sushi Nori" o tostati e tagliati a striscioline adatti per guarnire piatti, detti "Kizami Nori". I foglietti di Nori devono essere conservati in un recipiente al chiuso per mantenerne intatta la loro fragranza.

## Usi in cucina
In Oriente ed in particolar modo in Giappone la nori viene consumata con abitudine quotidiana, anche dai bambini che la gradiscono semplicemente da sgranocchiare poiché ha un gusto gradevole e nutre. L'alga è adatta per la preparazione dei maki dalla classica forma arrotolata ad involtino. Con i foglietti di nori si possono creare una serie di aperitivi: basta tagliare il foglietto in piccoli quadratini e piegarne i lati formando dei piccoli cestini da riempire con olive, carciofini, funghetti, grana, paté, sottaceti, verdure, uova, tonno, bottarga, caviale, maionese, salse.
Nelle Isole Britanniche, specialmente in Galles, dove è conosciuta con il nome di Laver, si usa come base per la preparazione di un piatto tradizionale chiamato Laverbread (in gallese: bara lafwr o bara lawr).

## Proprietà nutrizionali
Le alghe del genere Porphyra contengono quantità significative di proteine, vitamine e sali minerali.  Il contenuto di vitamina C in Porphyra, è maggiore rispetto a quello delle arance. Il contenuto di vitamina A è paragonabile a quella delle carote, con abbastanza elevate quantità di vitamina B in generale. Sono ricche in aminoacidi e in modo particolare contengono una elevata quantità di arginina, un aminoacido che si trova generalmente nelle proteine animali. Nelle nori, il gusto caratteristico è il risultato della coesistenza di quantità relativamente elevate di alanina, acido glutammico e glicina. Esse contengono inoltre un'abbondante quantità di taurina, che è in grado di essere efficace per l'attività del fegato, in particolare per prevenire la comparsa dei calcoli e per il controllo dei livelli di colesterolo nel sangue. Le alghe nori contengono anche una quantità elevata di oligoelementi essenziali, come lo zinco, il manganese, il rame e il selenio essenziali per i processi metabolici dell'organismo.
Le alghe, inoltre, sono una fonte importante di iodio, ne contengono infatti quantità maggiori di ogni altro alimento.

## Acidi grassi
Numerosi lavori di ricerca sulle frazioni lipidiche di Porphira hanno dimostrato la presenza di acidi grassi polinsaturi essenziali.
Questi acidi sono essenziali per l'organismo umano perché esso non è in grado di sintetizzarli autonomamente. Perciò essi possono essere assunti solo per via esogena con l'alimentazione.
Le alghe Porphyra sono particolarmente ricche in acidi grassi polinsaturi: acido linoleico, acido linolenico, acido γ-linolenico, acido eicosapentaenoico (EPA), acido docosaesaenoico (DHA).

## Acidi linoleico e linolenico
Questi composti sono classificati anche con il nome di vitamina F. L'organismo trasforma l'acido linoleico in acido linolenico per azione enzimatica. Essi hanno un ruolo strutturale poiché costituiscono la base per la sintesi delle prostaglandine (PGE1). Come certe vitamine, gli acidi linoleico e linolenico non hanno di per sé un'attività biologica ma richiedono trasformazioni biochimiche all'interno dell'organismo:
acido linolenico > acido gamma-linolenico > acido diomogamma-linolenico > PGE1
Le PGE1 hanno proprietà: antiaggreganti, antitrombotiche, ipocolesterolemizzanti, stimolanti della produzione di ormoni.
Questi due acidi grassi costituiscono la base delle lipoproteine ad alta densità (HDL) che convogliano il colesterolo fuori dai tessuti prevenendone i depositi.
Le loro proprietà terapeutiche sono numerose:
Prevengono il cancro alla pelle e allo stomaco. Prevengono i disordini cardio-circolatori. Sono precursori degli ormoni: sono appropriati per le sindromi premestruali.
Giocano un ruolo essenziale contro i problemi cutanei (pelle secca e increspata, desquamazione): esperti clinici hanno provato la loro efficacia contro l'eczema. L'acido gamma-linolenico prende parte nella rigenerazione dei fosfolipidi delle membrane dei fibroblasti. La pelle diventa più elastica e flessibile.

## EPA e DHA
Inibiscono l'aggregazione delle piastrine. Giocano un ruolo preventivo contro l'arteriosclerosi poiché riducono il tasso di colesterolo e trigliceridi nel sangue.
Gli acidi grassi delle Porphyra si distinguono per l'assenza del caratteristico odore di pesce e sono più resistenti all'ossidazione.

## Coltivazione
Le alghe del genere Porphyra sono ricercate come nutrimento da diversi secoli e la loro raccolta si è rivelata insufficiente. Per migliorare la raccolta in coltura diverse pratiche sono state impiegate. Le pratiche di coltura sono state rivoluzionate con la scoperta nel 1949, del ciclo completo di vita della Porphyra da parte di Katleen Mary Drew. La scoperta di un ciclo analogo è riportato dal giapponese Kurogi nel 1953 e dai cinesi Tseng e Chang nel 1954. La scoperta della fase di Conchocelis ha permesso ai ricercatori di determinare in che modo massimizzare la produzione di Nori in condizioni controllate, che oggi conta una delle più grandi industrie in Giappone e in Cina. I sottili fogli di Porphyra (comunemente chiamati Nori) al contrario di altre alghe, basano la produzione prevalentemente sulla coltivazione. La coltivazione si basa su due diversi processi, con la prima dedicata alla coltivazione della Conchocelis insieme alla produzione di Conchospore. Questa fase è seguita dalla coltivazione della fase thallus. Diversi metodi di coltivazione di Porphyra sono seguite dalle aziende produttrici.
Dopo la raccolta delle cochospore, queste spore sono pronte per essere seminate e coltivate su reti. Le reti vengono installate sul terreno. Fabbricate un tempo con corde di fibra di bambù o di altro materiale, esse oggi sono costruite in fibre sintetiche (nailon). Misurano da 10 a 60 metri di lunghezza su 1,8 metri di larghezza. I metodi di fissazione delle reti variano a seconda della profondità dell'acqua e del luogo di coltura. Nella zona di bassa marea due tecniche di installazione possono essere impiegate: reti strettamente fisse o reti parzialmente libere. In acque profonde, la coltura è realizzata con l'aiuto di reti fluttuanti.
Quando i talli sono abbastanza grandi vengono accuratamente raccolti e lavati in mare. Vengono poi tagliati in dimensioni adeguate e ridotte in una poltiglia e versati in un contenitore metallico per la produzione di grandi fogli. Vengono poi essiccati in camere d'aria calda. I fogli vengono poi ordinati in base alla loro qualità apparente, tagliati in foglietti e confezionati per essere commercializzati.
In Cina si coltiva principalmente Porphyra yesoenzis, a nord di Yangzjiang e Yang-tse-Kiang, e la Porphyra haitanensis, così anche la Porphyra arasaki e la Porphyra ouandongens. In Giappone sono coltivate: Porphyra seriata, Porphyra arasaki, Porphyra Kuniedai, Porphyra pseudolinearis e, principalmente Porphyra tenera (umbilicalis).